# Aleksander Habela
Aleksander Habela (ur. 10 maja 1933 w Nowym Sączu, zm. 13 lutego 2015) – polski bobsleista; kluby: Spójnia Nowy Sącz (1950-55), Dunajec Nowy Sącz (1956); olimpijczyk (1956), uczestnik mistrzostw Europy i świata, mistrz Polski w czwórkach (1954), 4-krotny wicemistrz kraju: w dwójkach (1955 z E.Zachatyńskim) i czwórkach (1951-1953), w czwórkach partner m.in. J.Szymańskiego, S.Ciapały i J.Olesiaka.
Wyniki:
IO: dwójki (1956) - 16. miejsce, czwórki (1956) - 15. miejsce
MŚ: dwójki (1957) - 7. miejsce, czwórki (1957) - 14. miejsce
ME juniorów: dwójki(1955) - 4. miejsce, dwójki (1958) - 9. miejsce